# Rockville (Caroline du Sud)
Pour les articles homonymes, voir Rockville.
Rockville est une ville américaine située dans le comté de Charleston et dans l’État de Caroline du Sud.

## Démographie
| 2000 | 2010 | - | - | - | - |
| ---- | ---- | - | - | - | - |
| 137  | 134  | - | - | - | - |

## Traduction
- (en) Cet article est partiellement ou en totalité issu de l’article de Wikipédia en anglais intitulé « Rockville, South Carolina » (voir la liste des auteurs).